# Kleinstaaterei
Kleinstaaterei (немецкий: [ˌklaɪnʃtaːtəˈʁaɪ],  (букв. «мелкодержавье», от нем. Kleinstaat, т.е. «маленькое государство») — немецкое слово для обозначения территориальной раздробленности в Германии и соседних регионах во времена Священной Римской империи (особенно после окончания Тридцатилетней войны) и Германского союза. Это относится к большому количеству суверенных малых и средних светских и церковных княжеств и свободных имперских городов, некоторые из которых были немногим больше, чем один город или прилегающие территории монастыря имперского аббатства. Оценки общего числа немецких государств в XVIII в. варьируются от 294 до 348 стран.

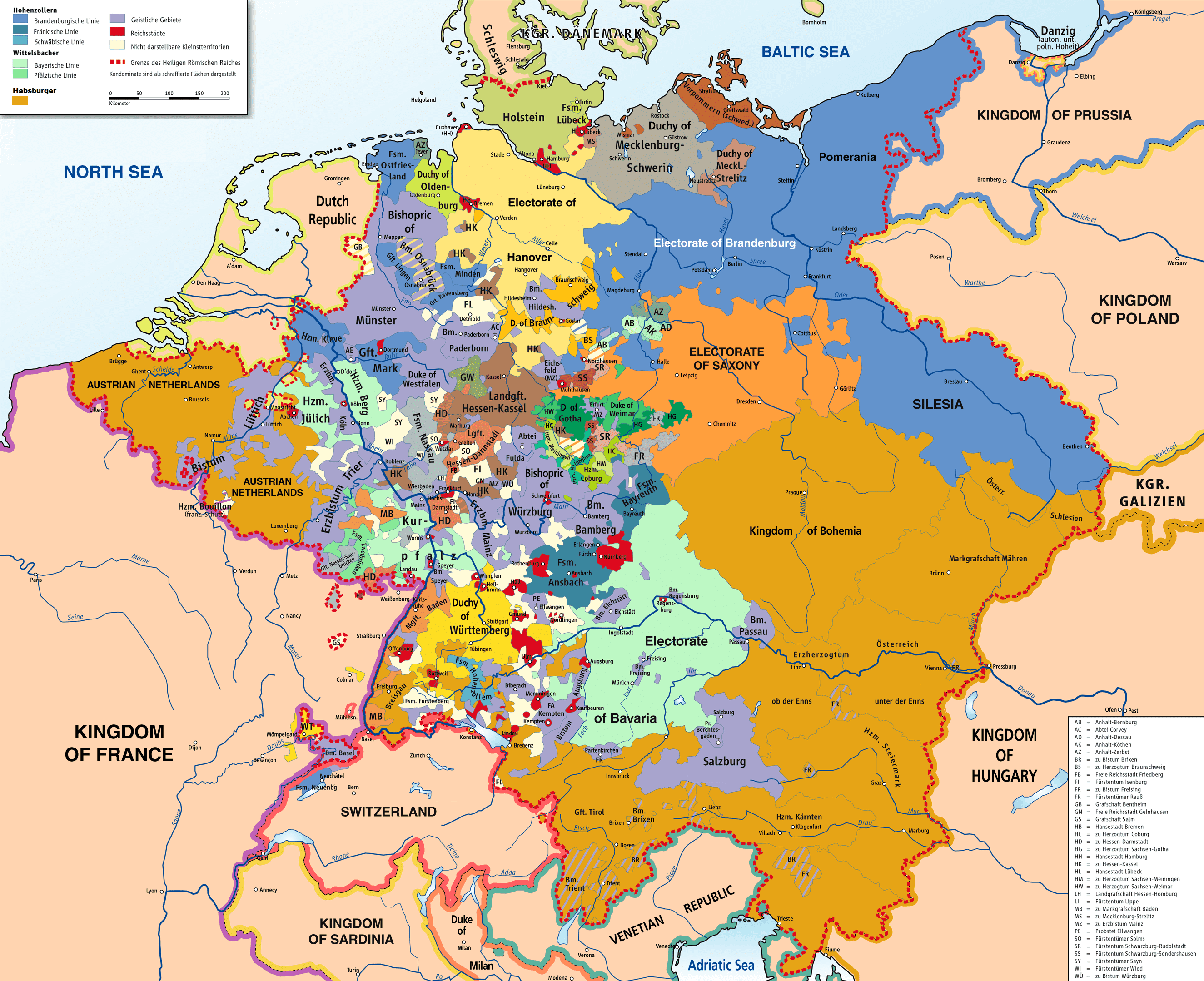
Священная Римская империя в 1789 году.

Территориальная раздробленность усугублялась тем фактом, что из-за случайного территориального образования многих государств или разделения династических государств по наследству очень большое количество государств Священной Римской империи состояло из несмежных частей, что привело к образованию бесчисленных анклавов и эксклавов.
Примером территориальной раздробленности является история о том, как молодой Вильгельм фон Гумбольдт и его друзья путешествовали из столицы княжества Брауншвейг-Вольфенбюттель во Францию летом 1789 года, для достижения границы им пришлось пересечь территорию шести герцогств, четырёх епископств и одного вольного имперского города (Аахен).

## История
Могущественные и автономные немецкие племенные герцогства, которые уже существовали до распада Каролингской империи и образования в IX в. Восточного франкского королевства, в основном и сформировали федеративный характер королевства. В отличие от других европейских королевств, коллегия имперских князей избрала короля из числа племенных герцогов после того, как немецкая царствующая линия Каролингов вымерла в 911 г. Эта система препятствовала развитию сильной централизованной монархии, поскольку продвигавшие собственные интересы и автономию местные правители часто восставали против суверенного правителя, и конфликты приходилось решать на поле боя.
Имперское междуцарствие между 1245 и 1312 и между 1378 и 1433 гг. увеличило политическую нестабильность и усилило коммунные движения, такие как Швабский городской, Ганзейский и Швейцарский союзы. Вражда между мелкой знатью, получившей свое феодальное владение от князей, привела к конфликтам, таким как Тюрингская графская война, и дальнейшей территориальной фрагментации. Вольные имперские города, многие из которых были основаны немецкими королями и императорами в период с X по XIII в., первоначально находились в ведении прямых вассалов императора из имперских сословий (фогтов). Эти города постепенно обрели независимость, поскольку их городские магистраты-патриции взяли на себя полный контроль над управлением и правосудием.
Политическая раздробленность империи была единственной наиболее характерной чертой немецкой истории на протяжении раннего Нового времени; оно лежало в основе и обусловливало развитие всех областей общественной жизни.
В то время как в других европейских королевствах целостные национальные государства возникли в результате раннесовременных идей политической концентрации и централизации,  контролировавшей герцогство Австрию, королевства Богемию и Венгрию династии Габсбургов удавалось постоянно править Священной Римской империей с 1438 г., за исключением вызванного войной за австрийское наследство периода между 1742 и 1745 гг. Семья Габсбургов, однако, проводила свою политику Великой стратегии, которая была сосредоточена на долгосрочном династическом правлении в центре обширного, многослойного и многоэтнического царства против Франции Бурбонов и Османской империи. Имперские земли скорее служили для сохранения буферных зон, противоречащих любым представлениям о патриотизме и национальной идентичности.
В 1495 году император Максимилиан I попытался реформировать империю. Был учреждён имперский верховный суд (Reichskammergericht), взимались имперские налоги и усиливалась власть имперского сейма (рейхстага). Однако реформы были сорваны продолжающейся территориальной раздробленностью. Протестантская реформация представляла серьёзную угрозу имперской целостности. Император Карл V заявил в 1546 году: «… если мы не вмешаемся сейчас, все сословия Германии окажутся в опасности разрыва с верой». С Аугсбургским временным постановлением 1548 г. он попытался примирить религиозный раскол в Германии, но вместо этого только вызвал новое протестантское неповиновение.
С XVII века Бранденбург-Пруссия стал второй доминирующей державой империи, включая в свой состав значительные негерманские территории и земли за пределами империи.
Помимо этих двух государств, Священная Римская империя состояла из сотен небольших немецкоязычных княжеств, большинство из которых образовались в результате последовательных династических расколов, иногда отражавшихся в сложных названиях, таких как Саксен-Кобург; некоторые из них были объединены династическими браками, хотя в результате образовавшееся государство часто не имело единой территории. В период раннего Нового времени эти небольшие государства модернизировали свое военное, судебное и экономическое управление. На имперском уровне их почти не существовало, а император был не более чем подставным лицом феодальной конфедерации, не имевшим политического или военного влияния. После Реформации небольшие государства империи были разделены по религиозному признаку; католические и протестантские государства сталкивались в войнах, таких как Тридцатилетняя.
После того, как Наполеон Бонапарт вынудил распустить империю и медиатизировал и секуляризировал её, система Kleinstaaterei была изменена, но не ликвидирована. За счет ликвидации территорий епископальных княжеств и объединения соседних государств, анклавов и эксклавов несколько сотен государств превратились в конгломерат немногим более двух десятков государств Рейнского союза. Эта конфедерация не пережила военного поражения Наполеона, но ликвидированные им государства не были полностью восстановлены. Союзники-победители, включая не входивших в Рейнский союз Пруссию и Австрию, приняли решение на Венском конгрессе о широкомасштабных династических реставрациях, хотя некоторые решения Наполеона по укрупнению были сохранены, а Австрия и Пруссия присоединили к себе некоторые ранее независимые территории. В результате территориального деления образовалась укрупнённая версия — около 40 государств — донаполеоновского Kleinstaaterei.

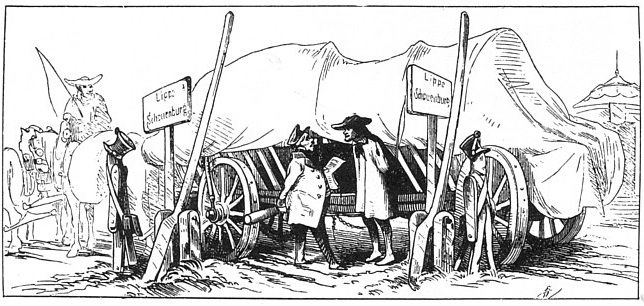
Немецкая карикатура 1834 года, высмеивающая микроскопические размеры княжества Шаумбург-Липпе

Подъём национализма по всей Европе породил движения, стремящиеся к национальным государствам, каждое из которых управляет целым (этнокультурным) народом. Немецкие националисты стали настаивать на объединении Германии. Призыв к объединённому национальному государству был одним из центральных требований революций 1848 года, но правящие династии небольших германских государств и многонациональных Австрии и Пруссии сумели противостоять усилиям по объединению. Против этого всегда выступал немецкий писатель и государственный деятель Гёте, который писал: «Франкфурт, Бремен, Гамбург, Любек велики и блестящи, и их влияние на процветание Германии неисчислимо, но остались бы они теми же, если бы им предстояло потерять независимость и стать провинциальными городами одной великой Германской империи? У меня есть основания сомневаться в этом».
Только после того, как канцлер Пруссии Отто фон Бисмарк постепенно построил единое германское государство под управлением прусского королевского дома Гогенцоллернов, Kleinstaaterei в 1871 году в значительной степени закончился с основанием Германской империи (единственные уцелевшие мелкие государства Люксембург и Лихтенштейн были на периферии немецкоязычного мира). Основание Германской империи привело к созданию преимущественно германского национального государства. В то время как Германская империя не включила в свой состав немецкоязычные владения Габсбургов, в составе её населения было значительное польское меньшинство в некоторых частях восточной Пруссии и другие национальные меньшинства вдоль северных и западных границ. Объединение Германии сделало Германию крупной европейской державой, хотя и слишком поздно для больших колониальных приобретений. Внутри страны некоторые из этих фрагментированных границ и небольших политических единиц продолжали существовать до тех пор, пока после Второй мировой войны в составе федеративной республики не были созданы современные земли Германии.
Децентрализованный характер Kleinstaaterei мешал немецкой экономике реализовать свой потенциал. Различные системы мер и весов, разные валюты и многочисленные тарифы препятствовали торговле и инвестициям, хотя создание германского таможенного союза начало снимать эти барьеры. Поразительная скорость экономического роста Германии после объединения стала ещё одним свидетельством того, что Kleinstaaterei тормозила развитие экономики. В то же время система способствовала культурному разнообразию и развитию судов.

## Современность
Сегодня термин Kleinstaaterei иногда используется в немецких СМИ и в других местах в переносном смысле для критического описания немецкой политической системы федерализма, особенно в отношении её кажущейся неэффективности в принятии решений о реформах в политических областях, которые находятся в ведении правительства. По состоянию на 2010 год Kleinstaaterei чаще всего упоминается в вопросах образовательной политики, таких как трудности, вызванные различными школьными системами для детей из семей, переезжающих из одной земли в другую.